# Boué
Boué es una comuna francesa, situada en el departamento de Aisne, de la región de Alta Francia.

## Demografía
| 1 372 | 1 224 | 1 493 | 1 455 | 1 369 | 1 288 | 1 276 | 1 303 |
| Para los censos de 1962 a 1999 la población legal corresponde a la población sin duplicidades (Fuente: INSEE [Consultar]) |       |       |       |       |       |       |       |